# Alpha Ethniki 1980-1981
L'Alpha Ethniki 1980-1981 fu la 45ª edizione della massima serie del campionato di calcio greco, conclusa con la vittoria del Olympiacos, al suo ventiduesimo titolo e secondo consecutivo.
Capocannoniere del torneo fu Kōnstantinos Kouīs (Aris Salonicco), con 21 reti.

## Formula
Le squadre partecipanti furono 18 e disputarono un girone di andata e ritorno per un totale di 34 partite.
Le ultime due classificate furono retrocesse in Beta Ethniki.
Il punteggio prevedeva due punti per la vittoria, uno per il pareggio e nessuno per la sconfitta.
Le squadre ammesse alle coppe europee furono quattro: i campioni alla Coppa dei Campioni 1981-1982, la vincitrice della coppa nazionale alla Coppa delle Coppe 1981-1982 e seconda e terza classificata alla Coppa UEFA 1981-1982.

## Squadre partecipanti
| Squadra         | Città      | Stadio | Stagione 1979-1980 |
| --------------- | ---------- | ------ | ------------------ |
| AEK Atene       | Atene      |        | 4°                 |
| Apollōn Smyrnīs | Atene      |        | 17°                |
| Arīs Salonicco  | Salonicco  |        | 2°                 |
| Atromītos       | Peristeri  |        | Beta Ethniki       |
| Doxa Dramas     | Drama      |        | 12°                |
| Ethnikos Pireo  | Pireo      |        | 7°                 |
| Kastoria        | Kastoria   |        | 14°                |
| Kavala          | Kavala     |        | 16°                |
| Korinthos       | Corinto    |        | 10°                |
| Larissa         | Larissa    |        | 9°                 |
| OFI Creta       | Candia     |        | 11°                |
| Olympiacos      | Pireo      |        | Campione di Grecia |
| Panachaïkī      | Patrasso   |        | 13°                |
| Panathīnaïkos   | Atene      |        | 3°                 |
| Paniōnios       | Nea Smyrnī |        | 15°                |
| Panserraïkos    | Serres     |        | Beta Ethniki       |
| PAOK            | Salonicco  |        | 5°                 |
| PAS Giannina    | Giannina   |        | 6°                 |

## Classifica finale
|                   | Pos. | Squadra         | Pt | G  | V  | N  | P  | GF | GS | DR  |
| ----------------- | ---- | --------------- | -- | -- | -- | -- | -- | -- | -- | --- |
| Grecia (bandiera) | 1.   | Olympiacos      | 49 | 34 | 20 | 9  | 5  | 47 | 18 | +29 |
|                   | 2.   | AEK Atene       | 44 | 34 | 17 | 10 | 7  | 63 | 42 | +21 |
|                   | 3.   | Arīs Salonicco  | 43 | 34 | 16 | 11 | 7  | 57 | 33 | +24 |
|                   | 4.   | PAOK            | 42 | 34 | 15 | 12 | 7  | 52 | 31 | +21 |
|                   | 5.   | Panathīnaïkos   | 39 | 34 | 13 | 13 | 8  | 44 | 21 | +23 |
|                   | 6.   | Larissa         | 37 | 34 | 14 | 9  | 11 | 42 | 40 | +2  |
|                   | 7.   | Ethnikos Pireo  | 34 | 34 | 11 | 12 | 11 | 45 | 32 | +13 |
|                   | 8.   | Panserraïkos    | 34 | 34 | 10 | 14 | 10 | 42 | 41 | +1  |
|                   | 9.   | Doxa Dramas     | 33 | 34 | 10 | 13 | 11 | 38 | 42 | -4  |
|                   | 10.  | OFI Creta       | 32 | 34 | 11 | 10 | 13 | 33 | 37 | -4  |
|                   | 11.  | PAS Giannina    | 31 | 34 | 11 | 9  | 14 | 43 | 47 | -4  |
|                   | 12.  | Apollōn Smyrnīs | 31 | 34 | 12 | 7  | 15 | 31 | 47 | -16 |
|                   | 13.  | Paniōnios       | 30 | 34 | 9  | 12 | 13 | 45 | 49 | -4  |
|                   | 14.  | Kastoria        | 30 | 34 | 12 | 6  | 16 | 43 | 56 | -13 |
|                   | 15.  | Kavala          | 29 | 34 | 10 | 9  | 15 | 28 | 47 | -19 |
|                   | 16.  | Korinthos       | 27 | 34 | 9  | 9  | 16 | 27 | 42 | -15 |
|                   | 17.  | Panachaïkī      | 26 | 34 | 9  | 8  | 17 | 21 | 36 | -15 |
|                   | 18.  | Atromītos       | 21 | 34 | 4  | 13 | 17 | 19 | 59 | -40 |

Legenda:

      Campione di Grecia
      Ammesso alla Coppa UEFA
      Ammesso alla Coppa delle Coppe
      Retrocesso in Beta Ethniki
Note:

Due punti a vittoria, uno a pareggio, zero a sconfitta.

### Verdetti
- Olympiacos campione di Grecia 1980-81 e qualificato alla Coppa dei Campioni
- Aris Salonicco e Panathinaikos qualificati alla Coppa UEFA
- PAOK Salonicco qualificato alla Coppa delle Coppe
- Panachaiki e Atromitos retrocesse in Beta Ethniki.